# Leucanopsis austina
Leucanopsis austina là một loài bướm đêm thuộc phân họ Arctiinae, họ Erebidae.